# Crazy in Love
Crazy in Love – debiutancki singel amerykańskiej wokalistki Beyoncé, nagrany z gościnnym udziałem rapera Jaya-Z. Utwór został wyprodukowany przez Richa Harrisona, Knowles i Jaya-Z na pierwszy album solowy Beyoncé, Dangerously in Love (2003). „Crazy in Love” reprezentuje muzykę R&B, zawierając ponadto elementy funku lat 70., soulu i dance-popu. Piosenka sampluje ścieżkę „Are You My Woman (Tell Me So)” (1970) The Chi-Lites. 20 maja 2003 roku Columbia Records wydała „Crazy in Love” jako główny singel z płyty Dangerously in Love.
Utwór został dobrze przyjęty przez krytyków muzycznych, którzy chwalili wykorzystane w nim sample, wkład Jaya-Z, a także asertywny styl wokalu Knowles. Rolling Stone wyróżnił „Crazy in Love” na 118. miejscu listy 500 najlepszych utworów wszech czasów. Z kolei VH1 i NME uznały go za najlepszą piosenkę dekady 2000-2009. „Crazy in Love” zdobył statuetki w kategoriach Best R&B Song oraz Best Rap/Sung Collaboration podczas 46. ceremonii wręczenia nagród Grammy. „Crazy in Love” był pierwszym utworem w karierze solowej Knowles, który dotarł na szczyt amerykańskiej listy Billboard Hot 100, pozostając na nim przez osiem tygodni. Singel uplasował się również na 1. miejscu brytyjskiego zestawienia UK Singles Chart, docierając ponadto do czołówek innych światowych notowań.
Wideoklip do „Crazy in Love” ukazuje wokalistkę w różnych sekwencjach tanecznych. Teledysk zdobył trzy wyróżnienia na gali MTV Video Music Awards 2003, zaś jego reżyser, Jake Nava, otrzymał nagrodę Music Video Production Association za najlepszy wideoklip R&B roku 2004. Od czasu premiery, „Crazy in Love” stanowi stały punkt występów koncertowych Beyoncé; utwór był ponadto kilkakrotnie wykorzystywany w mediach, a jego covery stworzył szereg artystów, włączając w to między innymi grupę rockową Snow Patrol.

## Projekt i produkcja

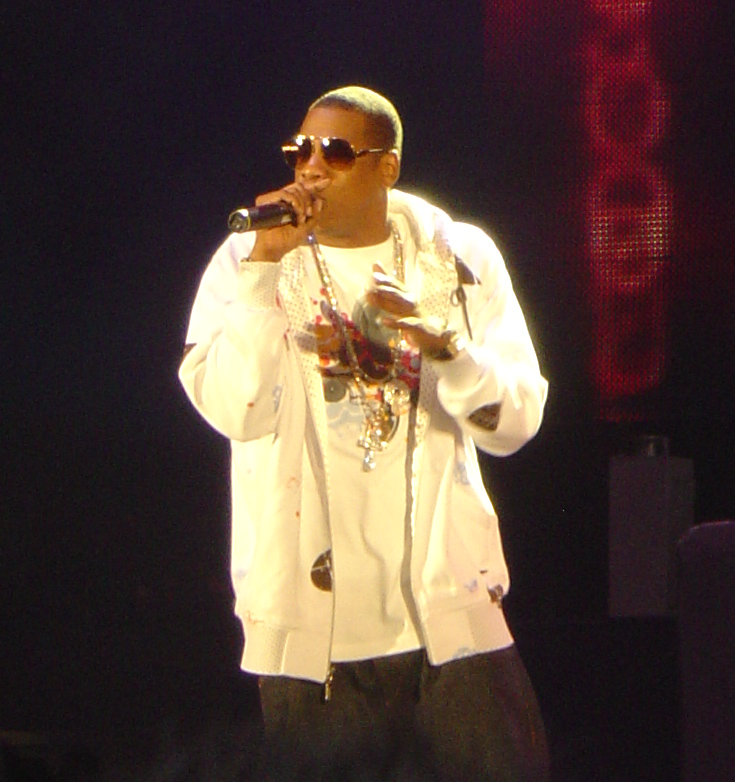
Beyoncé nagrała utwór z gościnnym udziałem Jaya-Z (na zdjęciu), który jest ponadto współautorem tekstu

W 2002 roku Knowles zarejestrowała część materiału, który miał ukazać się na Dangerously in Love. Columbia Records planowała wydać album w październiku 2002 roku, jednakże data premiery była kilkakrotnie przesuwana; wpływ na to miał przede wszystkim sukces utworu „Dilemma” rapera Nelly’ego oraz Kelly Rowland. Dzięki temu Beyoncé miała czas na nagranie kolejnych piosenek na płytę.
Jeszcze przed pierwszym spotkaniem z Knowles, Rich Harrison stworzył demo utworu znanego w oryginale jako „Crazy Right Now”. Harrison wykorzystał w nim sample ścieżki „Are You My Woman? (Tell Me So)” (1970), napisanej przez frontmana grupy wokalnej The Chi-Lites, Eugene Recorda. Wedle jego słów, Harrison od początku wiedział, że produkcja może okazać się dużym sukcesem, dlatego czekał na odpowiedniego artystę, który mógłby ją nagrać. W jednym z wywiadów przyznał, że był „zaskoczony i oszołomiony” faktem, że Beyoncé się z nim skontaktowała.
Podczas pierwszej sesji w studio Harrison zaprezentował Knowles demo utworu; wokalistka miała wątpliwości co do ścieżki, uznając ją za „zbyt retro”. Mimo to, piosenka spodobała jej się do tego stopnia, że zaproponowała Harrisonowi, by ten stworzył w czasie najbliższych dwóch godzin tekst. Motyw przewodni zaczerpnięty został z zachowania Knowles, która nie była pewna swojego występu wokalnego. Miała wówczas powtarzać: „I’m looking crazy right now”. Raper Jay-Z zaangażował się w projekt niemalże na ostatnim etapie produkcji utworu. Około godziny trzeciej w nocy zjawił się w studio, gdzie zarejestrował swoje rapowe wersy, które wymyślił w zaledwie dziesięć minut, nie zapisując ich uprzednio.

## Kompozycja i strona liryczna
Zgodnie z bazą Musicnotes.com, „Crazy in Love” to utwór reprezentujący klasyczny R&B, napisany w tonacji F-dur i utrzymany w metrum o tempie 84 uderzeń na minutę. Ścieżka zawiera elementy funku lat 70., a także wyczuwalne wpływy soulu i dance-popu. „Crazy in Love” bazuje na hip hopowych beatach i sampluje piosenkę „Are You My Woman? (Tell Me So)” (1970). Skala głosu Knowles w „Crazy in Love” wynosi półtora oktawy, od niskiego dźwięku A3 do wysokiego F5.
Według Natalie Nichols z Los Angeles Times, tekst „Crazy in Love” opisuje swego rodzaju miłosną obsesję. Sama Knowles wytłumaczyła natomiast, że utwór mówi o tym, „że gdy jesteś zakochany robisz rzeczy, które kompletnie do ciebie nie pasują, ale nie dbasz o to; jesteś wówczas po prostu otwarty na wszystko”. Anthony DeCurtis z magazynu Rolling Stone uznał „Crazy in Love” „za wielki kłębek energii”, w którym Beyoncé brzmi „seksownie i na luzie”, śpiewając o emocjach, których nie może „ani zrozumieć, ani opanować”.

## Wydanie i remiksy
„Crazy in Love” miał premierę w amerykańskich stacjach radiowych 18 maja 2003 roku. Dwa dni później singel ukazał się w formacie digital download w brytyjskim oraz amerykańskim iTunes Store. 30 czerwca 2003 roku „Crazy in Love” wydany został jako singel CD w Wielkiej Brytanii, Irlandii i Szwajcarii; tego samego dnia w Niemczech opublikowany został również cyfrowy minialbum oraz maxi singel. 8 lipca 2003 roku minialbum udostępniony został w większości krajów europejskich oraz w Kanadzie.
22 lipca 2003 roku w Stanach Zjednoczonych wydano dwa remiksy „Crazy in Love”, autorstwa Rockwildera i Adama 12. Z kolei na singlowym wydaniu utworu uwzględnione zostały remiksy Rockwildera, Maurice’a, a także formacji Juniors World. Wszystkie te wersje wystąpiły wówczas pod nazwami „Krazy in Luv”. Na azjatyckiej edycji albumu Dangerously in Love zamieszczona została dodatkowa ścieżka – „Crazy in Love” nagrana z udziałem amerykańsko-tajwańskiego wokalisty, Vannessa Wu, który zastąpił Jaya-Z.

## Odbiór krytyków
„Crazy in Love” został bardzo dobrze przyjęty przez krytyków muzycznych, którzy chwalili linię melodyczną utworu, a także wkład Jaya-Z. Wielu z nich wyróżniało ścieżkę jako hymn lata 2003 roku. Tim Sendra z AllMusic opisał „Crazy in Love” jako „zapierające dech arcydzieło muzyki popularnej”, podczas gdy Stephen Thomas Erlewine z tej samej witryny uznał go za „niesamowicie chwytliwy”. Sal Cinquemani z magazynu internetowego Slant Magazine napisał, że aranżacja tekstowa, struktura muzyczna i gościnny wokal Jaya-Z uczyniły z „Crazy in Love” „wspaniały utwór”. Marc Anthony Neal z PopMatters również podkreślił chwytliwość utworu, a zwłaszcza części „uh-oh, uh-oh”. MTV News wyróżnił „Crazy in Love” jako „najmocniejszy punkt” Dangerously in Love. Podobną opinię wyraziła Kelefa Sanneh z The New York Times, a także Allison Stewart z The Washington Post, uznając „Crazy in Love” za najlepszą ścieżkę z płyty, chwaląc instrumentację, muzyczne harmonie, a także rapowe wersy Jaya-Z. Darryl Sterdan ze strony Jam! podkreśliła, że motyw przewodni „Crazy in Love” „uzależnia od momentu pierwszego odsłuchania”.
Rob Fitzpatrick z NME opisał „Crazy in Love” jako „funk-soulowego geniusza”, który „porywa ciało do tańca, a także sprawia, że nasze głowy zaczynają się kiwać”. Fitzpatrick uznał go ponadto za „stuprocentowego klasyka”. Natalie Nichols z Los Angeles Times stwierdziła, że to „seksowne, taneczne dźwięki pokroju vintage’owo-funkowego ‘Crazy in Love’ uczyniły z Dangerously in Love świetny album”. Neil Drumming z Entertainment Weekly uznał, że „Crazy in Love” niesie ze sobą „powiew świeżości”. Spence D. z IGN Music zauważył „zaraźliwy rytm utworu”, a także dodał: „Podczas gdy pozostałe ścieżki z nurtu rap-spotyka-R&B często nie są najwyższych lotów, ['Crazy in Love'] wypada na ich tle dobrze.”. Lisa Verrico z The Times podkreśliła, że „Crazy in Love” stanowił ostateczne pożegnanie Knowles z Destiny’s Child.

### Wyróżnienia
„Crazy in Love” zdobył nagrodę MTV Europe Music Award dla najlepszego utworu 2003 roku. W 2003 roku „Crazy in Love” otrzymał wyróżnienie dla najlepszej muzycznej współpracy na gali VIBE Awards, a także statuetki dla najlepszego utworu R&B oraz najlepszego utworu tanecznego podczas 22. ceremonii wręczenia nagród International Dance Music Awards.
W 2004 roku „Crazy in Love” nominowany był do trzech nagród Grammy, w kategoriach: best R&B song, best rap/sung collaboration oraz nagranie roku, wygrywając ostatecznie dwie statuetki, dla Best R&B Song i Best Rap/Sung Collaboration. Z kolei remiks utworu, znany jako „Krazy in Luv (Maurice’s Soul Nu Mix)” przyniósł swojemu autorowi, Maurice’owi Joshua, Grammy w kategorii Best Remixed Recording, Non-Classical. „Crazy in Love” została wyróżniona podczas gali ASCAP Pop Music Awards 2004 tytułem jednej z najczęściej wykonywanych piosenek roku, zaś wytwórni EMI przyniosła wyróżnienie dla wydawcy roku. W 2004 roku ścieżka nagrodzona została statuetką dla najlepszej muzycznej współpracy podczas ceremonii wręczenia nagród BET Awards.
„Crazy in Love” nominowana była również w kategorii najlepszy utwór do nagrody NAACP Image Award oraz w kategorii ulubiona piosenka do Kids’ Choice Award.

## Spuścizna
Magazyn Rolling Stone uznał „Crazy in Love” za 3. najlepszy utwór dekady 2000-2010, a także umieścił go na 118. miejscu listy 500 najlepszych piosenek wszech czasów. NME oraz VH1 wyróżniły „Crazy in Love” jako najlepszy utwór dekady 2000-2009. „Crazy in Love” znalazł się również na 4. pozycji zestawienia najlepszych piosenek tego samego okresu według Pitchfork, 7. miejscu tej samej listy według The Daily Telegraph, a także 6. pozycji zestawienia najlepszych singli tej dekady według witryny Slant Magazine. Bill Lamb z About.com umieścił „Crazy in Love” na szczycie swojej listy najlepszych utworów miłosnych, na 3. miejscu listy najlepszych piosenek popowych 2003 roku, a także na 26. pozycji zestawienia najlepszych utworów popowych dekady 2000-2009, podsumowując, że: „Za sprawą ‘Crazy in Love’ stało się oczywiste, że Beyoncé bez problemów odniesie sukces solowy, poza Destiny’s Child.”. W październiku 2011 roku, z okazji piętnastych urodzin magazynu NME, jego pracownicy wybrali 150 utworów, które wywarły na nich największy wpływ na przestrzeni tych lat. „Crazy in Love” znalazł się wówczas na 16. miejscu listy najlepszych piosenek ostatnich 15 lat. Magazyn Entertainment Weekly umieścił „Crazy in Love” na 47. miejscu listy najlepszych wakacyjnych utworów.
W 2009 roku „Crazy in Love” był drugim najlepiej sprzedającym się singlem na świecie po 2000 roku.
W czerwcu 2018 roku magazyn Rolling Stone opublikował zestawienie 100 najlepszych piosenek XXI wieku, w którym utwór „Crazy in Love” zajął 1. miejsce.

## Odbiór komercyjny
„Crazy in Love” odniósł duży sukces komercyjny w Stanach Zjednoczonych. Jeszcze przed oficjalną premierą w sklepach, singel zdołał wspiąć się na szczyt listy Billboard Hot 100, wyłącznie w oparciu o wysoką częstotliwość nadawania go na antenach stacji radiowych. W tym samym tygodniu, w którym utwór dotarł do 1. pozycji tego zestawienia, na szycie Billboard 200 zadebiutował album Dangerously in Love. Wkrótce „Crazy in Love” zdominował amerykańskie notowania, pozostając na 1. miejscu Hot 100 przez osiem tygodni, stając się pierwszym numerem jeden Knowles w jej karierze solowej. Według Nielsen SoundScan, „Crazy in Love” był przez cztery tygodnie lipca 2003 roku najczęściej kupowaną cyfrowo piosenką w Stanach Zjednoczonych. W sumie, „Crazy in Love” spędził piętnaście tygodni w czołowej dziesiątce Hot 100, a także dwadzieścia sześć tygodni w pierwszej pięćdziesiątce listy. „Crazy in Love” był 4. najlepiej sprzedającym się utworem 2003 roku w Stanach Zjednoczonych. W 2004 roku singel uzyskał złoty status według Recording Industry Association of America (RIAA).
Beyoncé stała się trzecią artystką w historii, której album i singel pozostawały jednocześnie na 1. miejscach brytyjskich notowań, podążając śladem Mariah Carey (1994) i Kylie Minogue (2001). „Crazy in Love” był pierwszym utworem solowym Knowles, który dotarł na szczyt UK Singles Chart, na którym pozostawał przez trzy tygodnie; była to ponadto jedyna piosenka 2003 roku, która zajmowała 1. miejsca list w Stanach Zjednoczonych i Wielkiej Brytanii. W Irlandii utwór również uplasował się na szczycie zestawienia Irish Singles Chart, utrzymując się na nim przez osiemnaście tygodni. W Australii „Crazy in Love” zajął 2. miejsce listy ARIA Singles Chart i ostatecznie uzyskał platynowy status według Australian Recording Industry Association (ARIA). W Nowej Zelandii singel również uplasował się na 2. pozycji New Zealand Singles Chart, zdobywając platynowy status według Recording Industry Association of New Zealand (RIANZ).
We wrześniu 2009 roku łączna sprzedaż międzynarodowa singla „Crazy in Love” wynosiła ponad 8 milionów egzemplarzy.

## Wideoklip
Wideoklip do „Crazy in Love”, który miał premierę w maju 2003 roku, został wyreżyserowany przez Jake’a Navę. W dokumencie z 2003 roku, MTV Making of the Video, Knowles opowiedziała o koncepcji teledysku: „[Wideo] celebruje ewolucję kobiety. Opowiada o dziewczynie, która znajduje się w związku. Zdaje sobie wtedy sprawę, że jest naprawdę zakochana i przez to robi rzeczy, których normalnie by nie robiła, jednak w ogóle się tym nie przejmuje. To nie ma znaczenia, bo jest po prostu szalona w swojej miłości.”. Teledysk ukazuje wokalistkę w szeregu sekwencji tanecznych, rozpoczynając od widoku Beyoncé w klasycznym białym topie, krótkich jeansowych spodenkach i czerwonych szpilkach, która wykonuje choreografię w surowym otoczeniu. Akcja przenosi się po tym do złotej scenerii sesji zdjęciowej na tle panoramy wielkiego miasta. Kolejne ujęcia ukazują Knowles i jej tancerki w hip hopowych strojach na tle surowych ścian. W następnej scenie na ekranie pojawia się Jay-Z, który upuszcza na ziemię zapalniczkę; strumień ognia biegnie do stojącego nieopodal auta, które wybucha. Jay-Z wykonuje swoje rapowe wersy na tle palącego się samochodu; Beyoncé tańczy obok niego, by chwilę później kopnąć uliczny hydrant. Następnie kontynuuje taniec, podczas gdy wokół tryska woda. Wideoklip kończy się sceną, w której Knowles w towarzystwie tancerek, ubranych w neonowe, krótkie sukienki, wykonuje choreografię na tle wielkiego wiatraka. Kolor ich strojów kontrastuje z neutralnym odcieniem tła. Jedną z tancerek jest Carmit Bachar, była członkini grupy Pussycat Dolls.
Teledysk do „Crazy in Love” został pozytywnie odebrany przez krytyków muzycznych i zdobył kilka wyróżnień. W 2003 roku wideoklip otrzymał trzy nagrody MTV Video Music Awards w kategoriach: Best Female Video, Best R&B Video oraz Best Choreography. Jake Nava został w 2004 roku nagrodzony statuetką Music Video Production Association dla najlepszego klipu R&B. W tym samym roku „Crazy in Love” zdobył statuetkę dla najlepszego wideoklipu kolaboracyjnego na gali MTV Video Music Awards Japan, a także nagrodę MuchMusic Video Award dla najlepszego teledysku międzynarodowego.

## Wykonania na żywo

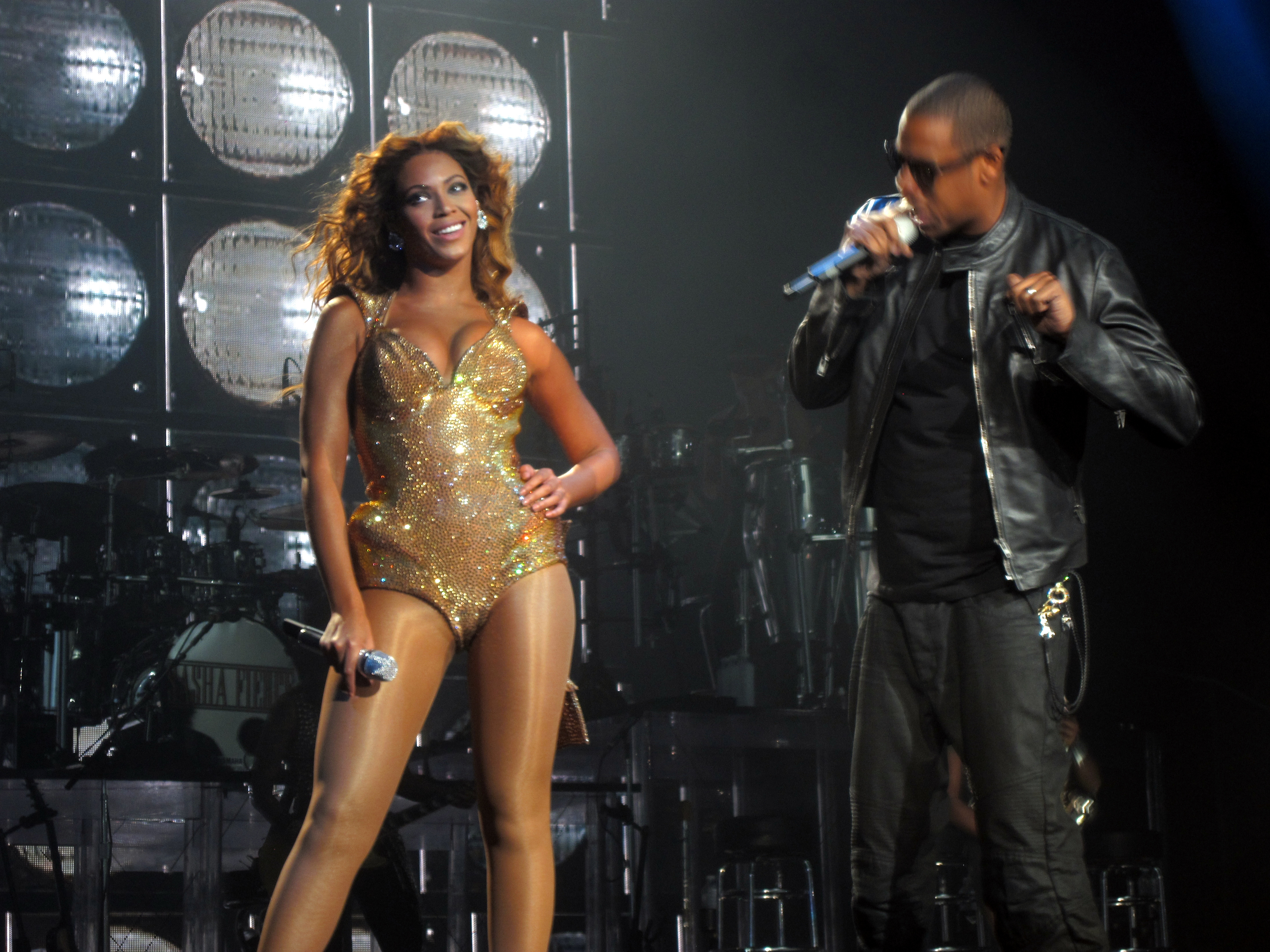
Jay-Z i Knowles wykonujący „Crazy in Love” podczas jednego z koncertów w ramach trasy I Am... Tour (2009)

17 maja 2003 roku Beyoncé premierowo zaśpiewała „Crazy in Love” w programie Saturday Night Live. Natomiast 28 sierpnia 2003 roku, podczas gali MTV Video Music Awards, Knowles wykonała „Crazy in Love” po raz pierwszy na żywo w duecie z Jayem-Z. Zaśpiewała ją wówczas w formie medleyu, połączonego z utworem „Baby Boy” (2003). Od tego czasu „Crazy in Love” stanowi element listy wykonywanych piosenek zdecydowanej większości koncertów wokalistki. „Crazy in Love” był ostatnim elementem set listy trasy Dangerously in Love Tour, która rozpoczęła się pod koniec 2003 roku. 17 lutego 2004 roku Beyoncé zaśpiewała utwór w trakcie ceremonii wręczenia nagród BRIT Awards. Monique Jessen i Todd Peterson z magazynu People ocenili wówczas jej występ słowami: „[Knowles] rozświetliła scenę ze swoim ‘Crazy in Love’, ubrana w białą suknię Roberto Cavalliego i diamenty warte niemalże pół miliona dolarów. Diva, pojawiając się na przydymionej scenie, zatrzymała się w połowie piosenki, by zdjąć top i chwilę później odejść z nagrodą dla najlepszej międzynarodowej wokalistki.” Kilkanaście dni później, 31 maja, Beyoncé i Jay-Z wykonali „Crazy in Love” na festiwalu The Prince's Trust Urban Music Festival w Londynie. „Crazy in Love” stanowił pierwszy utwór setlisty koncertów Knowles w ramach The Beyoncé Experience w Los Angeles, a także kilku występów trasy I Am... Tour, włączając w to Ateny, Sydney i Belfast.
Oceniając koncertowe wykonania „Crazy in Love”, Shaheem Reid z MTV News napisał: „Jest niewiele (naprawdę niewiele) kobiet, które rzeczywiście potrafią śpiewać, masa tych, które potrafią tańczyć i jeszcze więcej tych, które dobrze wyglądają – jednak nikt nie łączy tych trzech rzeczy w sposób, jaki robi to Pani Knowles, czyli bez wątpienia najbardziej wszechstronny artysta w grze.” Jon Pareles z dziennika The New York Times podsumował natomiast: „Beyoncé nie potrzebuje żadnych ozdobników do swojego śpiewu, który [potrafi niesamowicie ewoluować]. [...] Mimo to, wciąż pozostaje w ruchu, zmieniając kostiumy od minisukienek do formalnych sukni; od błyszczących gorsetów aż do niemalże negliżu.” Frank Scheck z The Hollywood Reporter podkreślił, że wykonania „Crazy in Love” zawierają „zaskakujące aranżacje, dzięki którym cały materiał nabiera świeżości”.
26 czerwca 2011 roku Beyoncé zaśpiewała „Crazy in Love” podczas swojego występu w ramach Glastonbury Festival przed 175 tysiącami fanów zgromadzonych wśród publiczności.
Koncertowe wersje „Crazy in Love” wydane zostały na albumach Live at Wembley (2004), The Beyoncé Experience Live (2007), I Am... Yours (2009), I Am... World Tour (2010) oraz Live at Roseland: Elements of 4 (2011).

## Wykorzystanie w mediach
W 2002 roku Knowles podpisała kontrakt reklamowy z Pepsi, pojawiając się w kilku kampaniach reklamowych tej marki; w jednej z nich muzyczne tło stanowił „Crazy in Love”. Utwór wydany został na ścieżkach dźwiękowych wielu filmów, włączając w to: Bridget Jones: W pogoni za rozumem (2004), Agenci bardzo specjalni (2004), New York Taxi (2004) oraz Facet pełen uroku (2007). Obsada Glee wykonała mashup piosenek „Hair” i „Crazy in Love” w 11. odcinku pierwszej serii serialu, zatytułowanym „Hairography”.

## Formaty i listy utworów
| - Digital download 1. „Crazy in Love” (feat. Jay-Z) – 3:56 - Kanadyjski i europejski minialbum cyfrowy Krazy in Luv 1. „Crazy in Love” – 3:56 2. „Krazy in Luv (Adam 12 So Crazy Remix)” – 4:29 3. „Krazy In Luv (Rockwilder Remix)” – 4:12 - Niemiecki minialbum cyfrowy Krazy in Luv 1. „Crazy in Love” – 3:56 2. „Summertime” – 3:52 3. „Krazy in Luv (Maurice’s Nu Soul Remix)” – 6:29 - Europejski singel CD 1. „Crazy in Love” – 4:09 2. „Crazy in Love” (wersja bez rapu) – 3:43 | - Australijski i niemiecki maxi singel 1. „Crazy in Love” feat. Jay-Z – 4:11 2. „Summertime” feat. P. Diddy – 3:53 3. „Krazy in Luv (Maurice’s Nu Soul Remix)” – 6:27 4. „Krazy in Luv (Rockwilder Remix)” – 4:12 5. „Crazy in Love” (wideoklip) - Brytyjski singel CD 1. „Crazy in Love” – 3:56 2. „Krazy in Luv (Adam 12 So Crazy Remix)” – 4:29 3. „Krazy in Luv (Rockwilder Remix)” – 4:13 |

## Pozycje na listach, certyfikaty i sukcesja
| Lista (2003)                               | Najwyższa pozycja |
| ------------------------------------------ | ----------------- |
| Australia (ARIA)                           | 2                 |
| Austria (Ö3 Austria Top 75)                | 8                 |
| Belgia (Ultratop 50 Flandria)              | 5                 |
| Belgia (Ultratop 40 Walonia)               | 10                |
| Dania (Tracklisten)                        | 5                 |
| Finlandia (Suomen virallinen lista)        | 12                |
| Francja (SNEP)                             | 21                |
| Holandia (Single Top 100)                  | 2                 |
| Irlandia (IRMA)                            | 1                 |
| Kanada (Canadian Hot 100)                  | 2                 |
| Niemcy (Media Control AG)                  | 6                 |
| Nowa Zelandia (RIANZ)                      | 2                 |
| Norwegia (VG-lista)                        | 5                 |
| Szwajcaria (Schweizer Hitparade)           | 3                 |
| Szwecja (Sverigetopplistan)                | 4                 |
| UK Singles Chart (Official Charts Company) | 1                 |
| U.S. Billboard Hot 100                     | 1                 |
| U.S. Hot R&B/Hip-Hop Songs (Billboard)     | 1                 |
| U.S. Pop Songs (Billboard)                 | 1                 |
| U.S. Hot Dance Club Songs (Billboard)      | 1                 |
| U.S. Rhythmic Top 40 (Billboard)           | 1                 |
| U.S. Adult Pop Songs (Billboard)           | 29                |
| Włochy (FIMI)                              | 5                 |

| Lista (2003)                               | Pozycja |
| ------------------------------------------ | ------- |
| Australia (ARIA)                           | 28      |
| Australia (ARIA Urban)                     | 14      |
| Austria (Ö3 Austria Top 75)                | 50      |
| Belgia (Ultratop 50 Flandria)              | 20      |
| Belgia (Ultratop 50 Walonia)               | 40      |
| Holandia (Single Top 100)                  | 15      |
| Irlandia (IRMA)                            | 12      |
| Nowa Zelandia (RIANZ)                      | 24      |
| Szwajcaria (Schweizer Hitparade)           | 11      |
| UK Singles Chart (Official Charts Company) | 15      |
| U.S. Billboard Hot 100                     | 4       |
| U.S. Hot R&B/Hip Hop Songs (Billboard)     | 14      |
| U.S. Pop Songs (Billboard)                 | 9       |
| U.S. Hot Dance Club Play Songs (Billboard) | 38      |
| U.S. Rhythmic Songs (Billboard)            | 11      |
| Włochy (FIMI)                              | 26      |

| Dekada (2000–2009)     | Pozycja |
| ---------------------- | ------- |
| U.S. Billboard Hot 100 | 40      |

### Certyfikaty
| Region                   | Certyfikat |
| ------------------------ | ---------- |
| Australia (ARIA)         | Platyna    |
| Nowa Zelandia (RIANZ)    | Platyna    |
| Norwegia (IFPI)          | Złoto      |
| Wielka Brytania (BPI)    | Srebro     |
| Stany Zjednoczone (RIAA) | Złoto      |